# Udacity
Udacity — частная образовательная организация, основанная Себастьяном Труном, Дэвидом Ставенсом (David Stavens) и Майклом Сокольски (Mike Sokolsky), с целью демократизации образования. Компания возникла в результате расширения программы по информатике Стэнфордского университета. Дистанционные курсы доступны бесплатно по Интернету, прослушать их может любой желающий. Вначале предлагалось шесть курсов. На 1 октября 2012 года Udacity предлагает 14 курсов. Число студентов составляет десятки тысяч человек.
Об основании Udacity было объявлено в 2012 г. на конференции Digital Life Design.
В 2012 году Себастьян Трун был отмечен газетой The Guardian как человек, внёсший существенный вклад в развитие открытого Интернета.

## Курсы
Первые два курса — «CS 101: Создание поисковой системы» (преподаватель Дэйв Эванс из Виргинского университета), и «CS 373: Программирование беспилотных автомобилей» (преподаватель С. Тран) начались 20 февраля 2012 г. В обоих курсах используется язык программирования Python.

## Список предлагаемых курсов
По состоянию на ноябрь 2013 года сайт предлагает 24 курса, среди которых, к примеру:
- CS101: Создание поисковой системы[9]
- CS212: Разработка компьютерных программ[10]
- CS215: Алгоритмы: анализ социальных сетей[11]
- CS253: Разработка веб-приложений[12]
- CS262: Языки программирования[13]
- CS373: Программирование беспилотных автомобилей[14]
- CS387: Прикладная криптография[15]

## Формат курсов
Видео лекции на английском языке с субтитрами в сочетании со встроенными тестами и последующими домашними работами, основанные на модели «учиться на практике». Каждая лекция включает в себя встроенный тест, чтобы помочь студентам понять предлагаемые концепции и идеи.
К искусственному интеллекту, робототехнике и физике добавились курсы по ведению блогов и созданию стартапов, но не всё идет гладко. Многие идеи провалились, как, например, курс по дискретной математике — уровень оказался слишком низким по сравнению с остальными. С другой стороны, на форумах до сих пор много недовольных: курсы, по их мнению, находятся за гранью возможностей и искусственно усложнены. Команда проекта принимает это к сведению — проще, конечно, не будет, но способы изложения материала и тесты постоянно пересматриваются, чтобы как можно больше студентов смогли освоить предмет, несмотря на сложность.

## Регистрации и сертификаты
Студенты могут зарегистрироваться на один или несколько классов до даты сдачи первого домашнего задания. По окончании курса студенты бесплатно получают сертификат об окончании, подписанный преподавателями.
Начиная с августа 2012 года для некоторых курсов возможно выполнение очного экзамена в Pearson VUE, стоимость которого составляет порядка 90 долларов США.